# Bridgeman Művészeti Könyvtár
A Bridgeman Művészeti Könyvtár London, Párizs, New York, és Berlin városokban van jelen irodákkal. Világszinvonalú archívuma van reprodukciókból. 1972-ben alapította Harriet Bridgeman. A Bridgeman Művészeti Könyvtár galériákkal, múzeumokkal kooperál, képgyűjtemények létrehozása kiállítása céljából.
A cég célja, hogy üzletet csináljon a művészetből, elérhetővé tegye az alkotásokat a fogyasztók, művészetkedvelők számára, katalógusokat nyomtatnak, hogy egyszerűsítsék a keresést.
Design-, antik tárgyak, térképek, bútorok, porcelánok, kerámiák, antropológiai tárgyak értékesítésével foglalkozik a Bridgeman Művészeti Könyvtár.
Több mint 500 új képpel gazdagodik a Bridgeman-gyűjtemény hetente.[forrás?] A legújabb technológiával készítenek reprodukciókat a művészek alkotásairól. Olyan neves múzeumok műtárgyai vannak jelen az archívumban, mint a British Museum, a hamburgi Kunsthalle, a Dél-Afrikai Nemzeti Galéria.

## Külső hivatkozások
- Bridgeman Archiválva 2010. február 19-i dátummal a Wayback Machine-ben